# Most Sołtysowicki
Most Sołtysowicki (Weide Brücke) – most drogowy położony we Wrocławiu, stanowiący przeprawę nad rzeką Widawą. Zlokalizowany jest w rejonie osiedli: Sołtysowice (położone na lewym brzegu rzeki) i Biskupice Widawskie (położone na prawym brzegu rzeki). Most znajduje się w ciągu ulic: Sołtysowickiej i Starodębowej. Współczesny most wybudowany został w 2000 roku, w miejscu zniszczonej podczas powodzi tysiąclecia w 1997 roku przeprawy (poprzedni most był konstrukcją drewnianą, opartą na stalowych dźwigarach nośnych).
Długość mostu wynosi 54 m, a jego szerokość wynosi 10 m, w tym 7 m to szerokość jezdni oraz dwa chodniki po 1,25 m każdy. Konstrukcja mostu, to ustrój nośny, którego podstawę stanowi sześć dźwigarów w postaci belek wolnopodpartych, wykonanych w technologii żelbetowej. Nawierzchnię mostu wykonano z kostki kamiennej, którą przykryto betonem.